# Paolo Sarpi
Paolo Sarpi (Veneza, 14 de agosto de 1552 – Veneza, 15 de janeiro de 1623) foi um polímata italiano que se destacou como religioso, teólogo, historiador, astrônomo, matemático, físico, anatomista, escritor e polemista italiano da Ordem dos Servos de Maria.

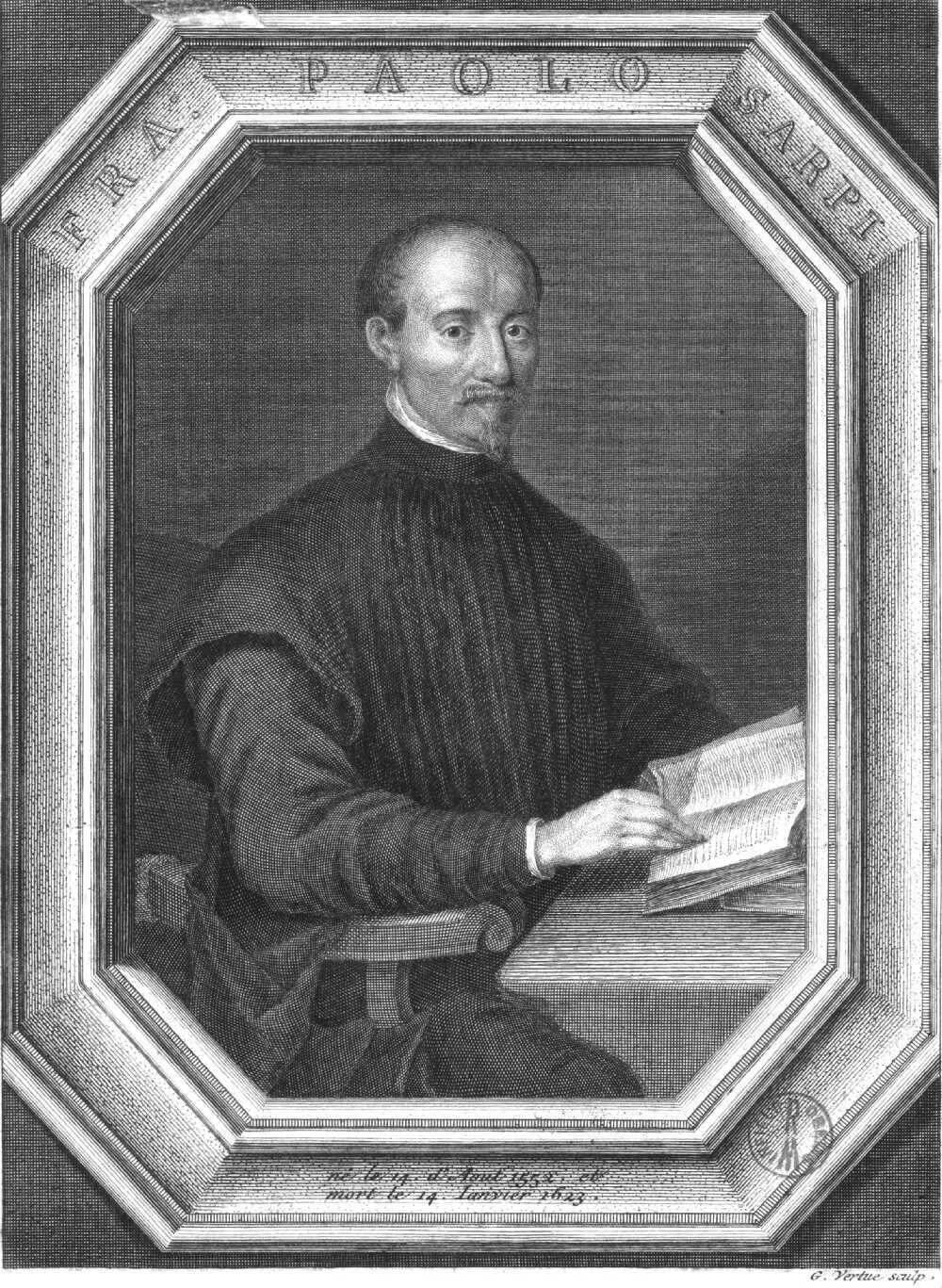
Gravura de Paolo Sarpi por George Vertue.

Sarpi residiu em Veneza durante a época do interdito papal. Suas escritas altamente polêmicas, que em sua maioria criticavam a Igreja Católica e suas tradições, influenciaram Hobbes e Gibbon em seus próprios trabalhos para desmascarar a Igreja.
Em Londres, no ano de 1619, foi publicado o maior trabalho de Sarpi, A História do Concílio de Trento. Paolo era defensor do pensamento livre, do republicanismo da liberdade da República Veneziana e da separação da Igreja e estado, sendo para muitos um dos percursores do protestantismo. As últimas palavras de Padre Paolo "Esto perpetua" ("que ela [a república] viva para sempre"), estão presentes em uma carta escrita por John Adams para Thomas Jefferson, o que demonstra a credibilidade de Sarpi diante de outras figuras históricas.
Paolo Sarpi era estudante da Universidade de Pádua, sempre buscando as áreas de astronomia, anatomia e balística dentro do meio acadêmico.

## Fisiologia
Enquanto residia em Veneza, Sarpi se aplicou a muitos estudos, entre eles anatomia, fisiologia, química e medicina. Seus conhecimentos sobre anatomia, principalmente, tornaram-se tão grandes que foram reconhecidos por Hieronymus Fabricius (também conhecido por Girolamo Fabrizi d'Acquapendente), professor de anatomia de Pádua, que considerava Sarpi uma autoridade no assunto.
Uma de suas mais famosas pesquisas é acerca da circulação do sangue. De acordo com Johannes Leoniceus, Paolo Sarpi foi quem descobriu a circulação do sangue, fazendo conclusões acerca das válvulas das veias, assumindo que essas funcionavam semelhante aos mecanismos de uma bomba que impedia o refluxo de líquidos: para o sangue passar, as válvulas se abrem, mas fecham para impedir o seu retorno. Tal mecanismo possibilita que a circulação ocorra contra a gravidade. É dito que ele compartilhou esse segredo com Acquapendente, que era aluno de Gabriele Falloppio, assim como William Harvey. Não se sabe ainda se tal descoberta foi de Acquapendente, Sarpi ou Harvey, mas para os biógrafos de Sarpi, era amplamente conhecido em Veneza as descobertas dele sobre a circulação e a autoria de tais descobertas, enquanto para outros, Paolo apenas descobriu as válvulas que auxiliam no processo, sendo que a descoberta da circulação em si pertenceria a Harvey. Recentemente, os estudiosos estão divididos: alguns atribuem a descoberta a Acquapendente, e outros ainda atribuem a descoberta das válvulas a Sarpi.
Finalmente, a invenção do termômetro é atribuída a Sarpi por seus biógrafos, e apesar de não ter uma data definida, Marco Foscarini em seus trabalhos sobre a literatura Veneziana observou que Paolo mencionava em suas notas sobre o termômetro, e de acordo com ele a data da invenção foi 1617. Todavia, é relatado que em 1592 Galileu Galilei já havia feito o primeiro termômetro. Portanto, tal invenção também participa das muitas polêmicas que envolvem os estudos de Sarpi.

## Contribuições para a física do corpo humano
Paolo Sarpi escreveu sobre François Viète, que estabeleceu sua proficiência em matemática, e um trabalho metafísico agora perdido, que dizem ter antecipado as ideias de John Locke. Suas pesquisas anatômicas provavelmente datam de um período anterior. Isso mostrava sua versatilidade e sede de conhecimento, mas apesar disso, não foram significativos. Sua alegação de ter antecipado a descoberta de William Harvey não se baseia em nada além de um memorando, provavelmente copiado de Andrea Cesalpino ou do próprio Harvey, com quem, assim como com Francis Bacon e William Gilbert, Sarpi correspondia. A única descoberta fisiológica que pode ser atribuída com segurança a ele é a da contratilidade da íris.
A pesquisa de Sarpi se baseou no processo de variação do tamanho da iris em humanos. o tamanho da pupila é controlada pela constrição e dilatação involuntária da íris, para controlar o quanto de luz passará. No homem numa claridade normal, a pupila tem um diâmetro de 3 a 5 milímetros; em grande luminosidade o diâmetro chega a medir 1,5 mm; no escuro, pode atingir o diâmetro de 8 mm.
Os processos envolvidos na contração da íris são: a miose (contração) e a midríase (expansão) da pupila que se manifestam de acordo com a luminosidade do ambiente. Quanto maior a luminosidade menor o campo de visão, pois a pupila está em miose. Quanto menor a claridade, maior o campo de visão pois a pupila está em midríase.
A contração da pupila ocorre, também, para focalizar objetos. Para focalizar objetos à uma grande distância a pupila contrai (miose) e para focalizar em objetos mais próximos a pupila se dilata (midríase). Ambos estes processos ocorrem de forma involuntária. Esses ajustes na abertura da pupila são controlados pelo sistema nervoso autônomo, que regula automaticamente a quantidade de luz que atinge a retina para otimizar a visão em diferentes situações ambientais.

## Acadêmico científico
Sarpi escreveu notas sobre François Viète que estabeleceram sua proficiência em matemática, e um tratado metafísico agora perdido, que se diz ter antecipado as ideias de John Locke. Suas atividades anatômicas provavelmente datam de um período anterior. Eles ilustram sua versatilidade e sede de conhecimento, mas não são significativos. Sua alegação de ter antecipado a descoberta de William Harvey não se baseia em nenhuma autoridade melhor do que um memorando, provavelmente copiado de Andreas Caesalpinus ou do próprio Harvey, com quem, assim como com Francis Bacon e William Gilbert, Sarpi se correspondeu. A única descoberta fisiológica que pode ser atribuída com segurança a ele é a da contratilidade da íris.
Sarpi escreveu sobre o movimento dos projéteis no período 1578-84, na tradição de Niccolò Fontana Tartaglia; e novamente ao relatar as ideias de Guidobaldo del Monte em 1592, possivelmente até então tendo conhecido Galileu Galilei. Galileu correspondeu-se com ele. Sarpi ouviu falar do telescópio em novembro de 1608, talvez antes de Galileu. Detalhes então chegaram a Sarpi de Giacomo Badoer, em Paris, em uma carta descrevendo a configuração das lentes.  Em 1609, a República de Veneza tinha um telescópio em aprovação para fins militares, mas Sarpi os fez recusar, antecipando o melhor modelo que Galileu havia feito e trazido mais tarde naquele ano.

## Redes de correspondência e cartas publicadas
Sarpi foi o centro de uma vasta rede política e acadêmica de eminentes correspondentes, da qual sobreviveram cerca de 430 de suas cartas.  As primeiras coleções de cartas foram: "Lettere Italiane di Fra Sarpi" (Genebra, 1673); Scelte lettere inedite de P. Sarpi", editada por Aurelio Bianchi-Giovini (Capolago, 1833); "Lettere raccolte di Sarpi", editada por Polidori (Florença, 1863); "Lettere inedite di Sarpi a S. Contarini", editado por Castellani (Veneza, 1892).

## Outros trabalhos
Em 1615, ocorreu uma disputa entre o governo veneziano e a Inquisição sobre a proibição de um livro. Em 1613, o Senado pediu a Sarpi que escrevesse sobre a história e o procedimento da Inquisição veneziana. Ele argumentou que esta tinha sido criada em 1289, mas como uma instituição estatal veneziana. O papa da época, Nicolau IV, apenas consentiu em sua criação.  Este trabalho apareceu em tradução inglesa por Robert Gentilis em 1639.
Um tratado maquiavélico sobre as máximas fundamentais da política veneziana (Opinione come debba governarsi la repubblica di Venezia) foi atribuído a Sarpi e usado por alguns de seus adversários póstumos para escurecer sua memória, mas na verdade data de 1681. No fólio apareceu sua História dos Benefícios Eclesiásticos, na qual, disse Matteo Ricci, "expurgou a igreja da imundície introduzida por decretais espúrios". Apareceu em tradução inglesa em 1736 com uma biografia de John Lockman.

## Publicações
- Trattato dell'interdetto di Paolo V nel quale si dimostra che non è legittimamente pubblicato, 1606.
- Apologia per le opposizioni fatte dal cardinale Bellarmino ai trattati et risolutioni di G. Gersone sopra la validità delle scomuniche, 1606.
- Considerationi sopra le censure della santità del papa Paolo V contra la Serenissima Repubblica di Venezia, 1606.
- Istoria del Concilio Tridentino, 1619.
- Il trattato dell'immunità delle chiese (De iure asylorum), 1622.
- Discorso dell'origine, forma, leggi ed uso dell'Uffizio dell'Inquisizione nella città e dominio di Venezia, 1638.
- Trattato delle materie beneficiarie, 1676.
- Opinione del Padre Paolo Servita, come debba governarsi la Repubblica Veneziana per havere il perpetuo dominio, Venezia, 1681. La storiografia recente attribuisce lo scritto al patriziato veneziano medesimo[22]

### Edições

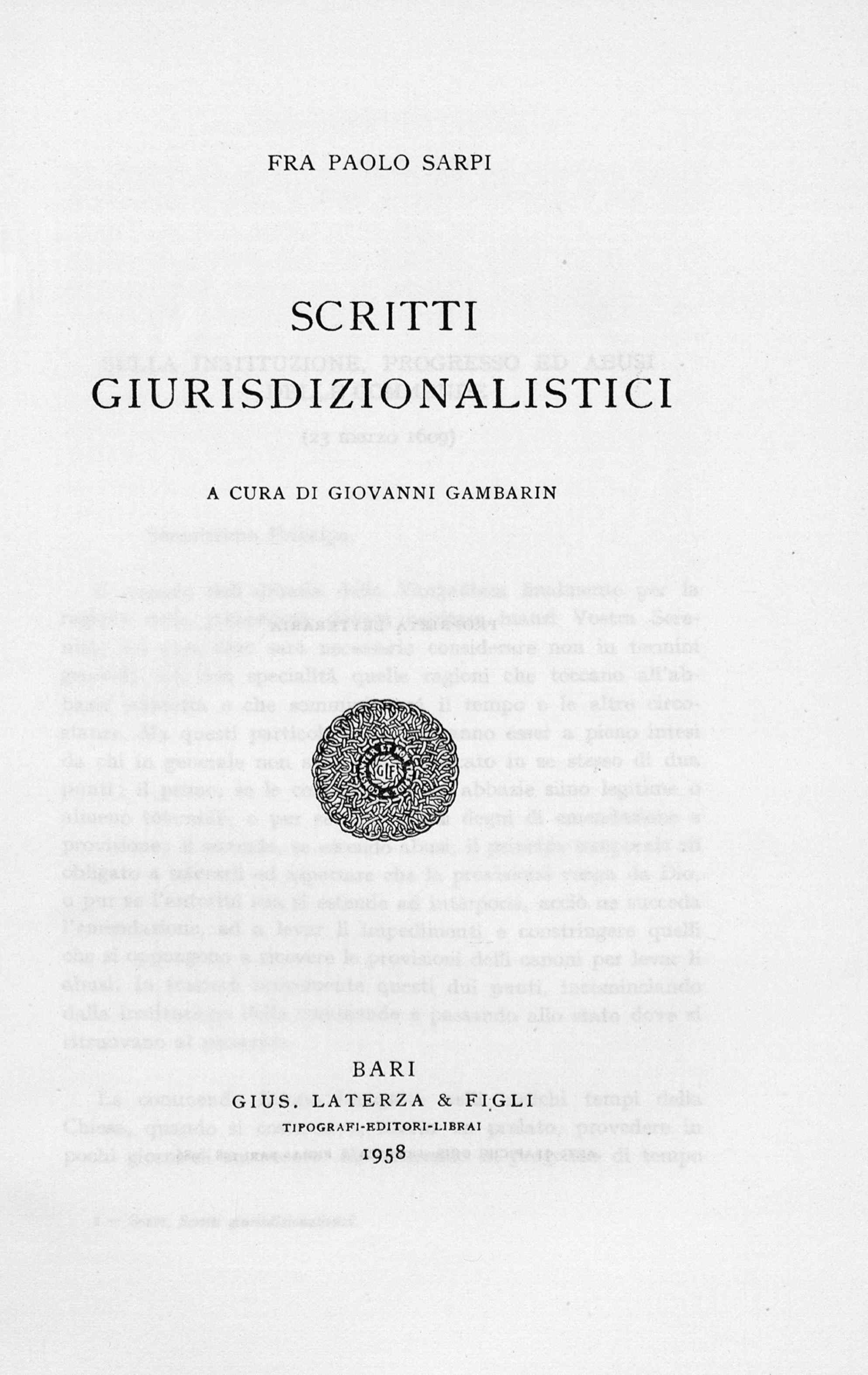
Scritti giurisdizionalistici, 1958

- Istoria del Concilio Tridentino, 1619.
  - Istoria del Concilio tridentino. [S.l.: s.n.] 1629
  - Istoria del Concilio Tridentino, 3 voll., Franco Pagnoni Editore, Milano, 1895.
  - Istoria del Concilio tridentino. Col: Scrittori d'Italia 151. 1. [S.l.: s.n.] 1935
  - Istoria del Concilio tridentino. Col: Scrittori d'Italia 152. 2. [S.l.: s.n.] 1935
  - Istoria del Concilio tridentino. Col: Scrittori d'Italia 153. 3. [S.l.: s.n.] 1935
  - Istoria del Concilio Tridentino, 2 voll., testo critico di Giovanni Gambarin, introduzione di Renzo Pecchioli, Collana Biblioteca, Sansoni, Firenze, 1966, pp. 1086; II ed. 1982.
- Lettere inedite di Fra Paolo Sarpi a Simone Contarini ambasciatore veneto in Roma, 1615, pubblicate dagli autografi. Col: Monumenti storici pubblicati dalla R. Deputazione veneta di storia patria. Serie 4, Miscellanea 12. [S.l.: s.n.] 1892
- Pagine scelte, a cura di Arturo Carlo Jemolo, Vallecchi, Firenze, 1924, pp. 71.
- Lettere ai protestanti. Col: Scrittori d'Italia 136. 1. [S.l.: s.n.] 1931
  - Lettere ai protestanti. Col: Scrittori d'Italia 137. 2. [S.l.: s.n.] 1931
- Antologia degli scritti politici e storici. A cura di Francesco T. Roffarè, CEDAM, Padova, 1937, pp. 118.
- Istoria dell'Interdetto e altri scritti editi e inediti, Bari, Laterza, 1940.
  - Istoria dell'interdetto. Col: Scrittori d'Italia 179. 1. [S.l.: s.n.] 1940
  - Istoria dell'interdetto. Col: Scrittori d'Italia 180. 2. [S.l.: s.n.] 1940
  - Istoria dell'interdetto. Col: Scrittori d'Italia 181. 3. [S.l.: s.n.] 1940
- Scritti filosofici e teologici. Col: Scrittori d'Italia 202. [S.l.: s.n.] 1951
- Pensieri naturali, metafisici e matematici. Manoscritto dell'iride e del calore - Arte di ben pensare - Pensieri medico-morali - Pensieri sulla religione - Fabulae - Massime e altri scritti. Edizione integrale commentata a cura di Luisa Cozzi e Libero Sosio, Ricciardi, Milão-Napoli, 1951-1956-1996, ISBN 978-88-78-17504-4, pp. XCIV-902.
- Scritti giurisdizionalistici. Col: Scrittori d'Italia 216. [S.l.: s.n.] 1958
- Lettere ai Gallicani, a cura di Boris Ulianich, Wiesbaden, F. Steiner, 1961.
- La Repubblica di Venezia la casa d'Austria e gli Uscocchi. [S.l.: s.n.] 1965
- Scritti scelti: Istoria dell'Interdetto, Consulti, Lettere, a cura di Giovanni Da Pozzo, Collezione di Classici Italiani n.14, UTET, Torino, I ed. 1968- 1974-1982, ISBN 978-88-02-01847-8, pp. 708.
- Storici, Politici, e Moralisti del Seicento, a cura di Luisa e Gaetano Cozzi, Collana La Letteratura Italiana. Storia e Testi vol.35, Milão-Napoli, Ricciardi, 1969-1997.
- Istoria del Concilio Tridentino. Seguita dalla «Vita del padre Paolo» di Fulgenzio Micanzio. A cura di Corrado Vivanti, 2 voll., Collana NUE n.156, Einaudi, Torino, 1974, pp. CLX-XV-1472; Collana Piccola Biblioteca. Nuova Serie, Einaudi, Torino, 2011, ISBN 978-88-06-20875-2.
- Pensieri. A cura di Gaetano e Luisa Cozzi, Collana Classici Ricciardi, Torino, 1976, ISBN 978-88-06-45039-7, pp. CXLVI-74.
- Considerazioni sopra le censure di papa Paolo V contro la Repubblica di Venezia e altri scritti sull'Interdetto, a cura di Gaetano e Luisa Cozzi, Collana Classici Ricciardi, Einaudi, Torino, 1977, ISBN 978-88-06-48223-7, pp. XIII-91.
- Lettere a Gallicani e Protestanti, Relazione dello Stato della Relazione, Trattato delle Materie Beneficiarie. A cura di Gaetano e Luisa Cozzi, Collana Classici Ricciardi, Einaudi, Torino, 1978, ISBN 978-88-06-10900-4, pp. 217.
- Gli ultimi consulti. 1612-1623. A cura di Gaetano e Luisa Cozzi, Collana Classici Ricciardi n.100, Einaudi, Torino, 1979, ISBN 978-88-06-24976-2, pp. 122.
- Dai «Consulti», il carteggio con l'ambasciatore inglese sir Dudley Carleston. A cura di Gaetano e Luisa Cozzi, Collana Classici Ricciardi, Einaudi, Torino, 1979, ISBN 978-88-06-12971-2, pp. XIV-253.
- Dal «Trattato di pace et accomodamento» e altri scritti sulla pace d'Italia. 1617-1620. A cura di Gaetano e Luisa Cozzi, Collana Classici Ricciardi, Einaudi, Torino, 1979, pp. XII-138.
- Consulti, 2 voll., a cura di Corrado Pin, Pisa-Roma, Istituti Editoriali e Poligrafici Internazionali, 2001.
- Letteratura e vita civile. Paolo Sarpi, Collana I Classici del Pensiero Italiano n. 23, Edizione speciale per Il Sole 24 Ore, Milano, 2006, pp. XIII-562.
- Della potestà de' prencipi, a cura di Nina Cannizzaro, Collana I Giorni, Marsilio, Venezia, 2007.
- Scritti filosofici inediti. Tratti da un manoscritto della Marciana a cura di G. Papini, Collana Cultura dell'anima, Rocco Carabba, Editore Lanciano, 2008 (reimpressão anastática de 1910), ISBN 978-88-63-44004-1, pp. 126.

### Manuscritos
- Consulti: incipit - vol. III, p. 17, XVII século XVII, Milão, Biblioteca Nacional Braidense, Coleção de Manuscritos, AG.X.3/11.1.
- Consulti: vol. III, p. 18 - vol. VI, p. 99, XVII século XVII, Milão, Biblioteca Nacional Braidense, Coleção de Manuscritos, AG.X.3/11.2.
- Consulti: vol. VI, p. 100 - explicit, XVII século XVII, Milão, Biblioteca Nacional Braidense, Coleção de Manuscritos, AG.X.3/11.3.